# Beware!
Beware! è il tredicesimo album del cantante statunitense Barry White, pubblicato nel 1981 dalla Unlimited Gold Records. Include una cover di Louie Louie, famoso brano scritto nel 1955 da Richard Berry.

## Tracce
1. Beware (Belvin) - 5:48
2. Relax to the Max (Simon, White) - 3:41
3. Let Me in and Let's Begin With Love (Cameron, White) - 5:59
4. Your Love, Your Love (Simon, White) - 4:17
5. Tell Me Who Do You Love (White, White) - 2:04
6. Rio de Janeiro (Jackson, Jackson, White) - 4:19
7. You're My High (East, White) - 2:08
8. Oooo...Ahhh (Milligan, White, Williams) - 3:56
9. I Won't Settle for Less Than the Best (For You Baby) (Cameron, White) - 4:16
10. Louie, Louie (Berry) - 7:20